# شی جین پینگ
شی جین پینگ (زاده ۱۵ ژوئن ۱۹۵۳) سیاستمدار چینی است که از سال ۲۰۱۲ دبیرکل حزب کمونیست چین و رئیس کمیسیون مرکزی نظامی بوده و بدین ترتیب رهبر عالی‌مقام چین است. شی همچنین از سال ۲۰۱۳ به‌عنوان رئیس‌جمهور چین فعالیت می‌کند. او به‌عنوان دبیرکل دارای یک کرسی در کمیته دائمی پلیتبوروی حزب کمونیست چین، عالی‌ترین نهاد تصمیم‌گیری چین، است.
شی پسر کهنه‌سرباز کمونیست شی ژونگ‌سون است و در نوجوانی به دنبال حذف پدرش در جریان انقلاب فرهنگی به شهرستان یانچوان تبعید شد. او در یائودانگ روستایی واقع در شنشی زندگی می‌کرد که در آن‌جا پس از چند تلاش ناموفق به حزب کمونیست چین پیوست و به عنوان دبیر محلی حزب مشغول به کار شد. شی پس از تحصیل در رشته مهندسی شیمی در دانشگاه چینهوا به عنوان دانشجوی کارگر-دهقان-سرباز، از نظر سیاسی مدارج ترقی را در استان‌های ساحلی چین پیمود. شی از سال ۱۹۹۹ تا ۲۰۰۲ فرماندار فوجیان و از سال ۲۰۰۲ تا ۲۰۰۷ فرماندار و دبیر حزب ژجیانگ بود. پس از برکناری چن لیانگیو، دبیر حزب شانگهای، شی به‌مدت کوتاهی در سال ۲۰۰۷ جای او را گرفت. او سپس در همان سال به کمیته دائمی پلیتبورو حزب کمونیست چین ملحق شد و در اکتبر ۲۰۰۷ دبیر اول دبیرخانه مرکزی شد. در سال ۲۰۰۸، او به عنوان جانشین فرضی هو جینتائو به‌عنوان رهبر عالی‌مقام تعیین شد. در این راستا، شی به‌عنوان هشتمین معاون رئیس‌جمهور و نایب رئیس کمیسیون مرکزی نظامی منصوب شد. او در سال ۲۰۱۶ به‌طور رسمی عنوان هستهٔ رهبری را از حزب کمونیست چین گرفت.
در ۱۵ نوامبر ۲۰۱۲ حزب کمونیست چین وی را به‌عنوان رهبر جدید این کشور و رئیس جدید کمیسیون مرکزی ارتش چین برگزید. در مارس ۲۰۱۸ کنگره ملی خلق با اصلاح قانون اساسی چین، محدودیت دوره‌های تصدی ریاست‌جمهوری و معاون ریاست‌جمهوری چین را برداشت و کمیسیون نظارت ملی را ایجاد کرد. در ۱۷ مارس ۲۰۱۸ شی جین پینگ بار دیگر برای ریاست‌جمهوری برگزیده شد و وانگ چی شان نیز معاون رئیس‌جمهور شد. وی در سال ۲۰۰۷ دبیرکل کمیته حزبی شهر شانگهای بود.
در ۱۱ نوامبر ۲۰۲۱ حزب کمونیست چین ایدئولوژی شی را «جوهر فرهنگ چین» اعلام کرد. این سومین قطعنامه اساسی حزب کمونیست چین از زمان تأسیس آن است. اولین قطعنامه در سال ۱۹۴۵ برای افزایش و تصویب قدرت مائو تسه‌تونگ به تصویب رسید. تصمیم به صدور یک قطعنامه دیگر در زمان شی به‌طور نمادین او را به وضعیت مائو قدرتمندترین رهبر چین می‌رساند. طرفداران شی جین پینگ او را «شاهزاده» یا «آقازاده» می‌نامند؛ زیرا فرزند یکی از مقامات ارشد است.
شی از سوی کارشناسان سیاسی و دانشگاهی، رهبری مستبد توصیف شده است. دوران تصدی او با افزایش سانسور و نظارت توده‌ای، افول حقوق بشر (شامل بازداشت یک میلیون اویغور در سین‌کیانگ که برخی ناظران آن را نسل‌کشی توصیف کرده‌اند)، ایجاد کیش شخصیتی پیرامون او، و برچیدگی محدودیت تصدی برای ریاست او در ۲۰۱۸ همراه بوده است. ایده‌ها و مبانی سیاسی شی، معروف به اندیشه شی جین پینگ، در قانون اساسی حزبی و ملی گنجانده شده است و او بر اهمیت امنیت ملی و نیاز به رهبری حزب کمونیست در کشور تأکید کرده است. شی به‌عنوان شخصیت اصلی نسل پنجم رهبری جمهوری خلق چین، قدرت نهادی را با گرفتن چندین سمت، از جمله ریاست کمیسیون امنیت ملی و کمیته‌های جدید راهبری اصلاحات اقتصادی و اجتماعی، بازسازی و نوسازی نظامی و اینترنت، متمرکز کرده است.

## آغاز زندگی
شی جین پینگ زاده ۱۹۵۳ در پکن و فرزند شی ژونگ شان، یکی از انقلابیون کهنه‌کار و بنیانگذاران حزب کمونیست است. پدر وی از قهرمانان انقلاب و نسل اول رهبران چین کمونیست بود که سه بار توسط مائو از مقام‌های خود برکنار شد. شونپینگ از معدود مقامات چینی بود که در سال ۱۹۸۶ به برکناری هو یائوبانگ از مقامات اصلاح‌طلب حزب اعتراض کرده و در جریان اعتراضات میدان تیان‌آن‌من نیز زبان به انتقاد گشود.
شی ژونگ شان پیش از انقلاب فرهنگی چین در سال ۱۹۶۲ از پست معاونت نخست‌وزیر پاکسازی شد و نهایتاً به زندان افتاد؛ زیرا مائو دچار پارانویا شده و دستور قلع‌وقم اعضای بلندپایه حزب کمونیست را داده بود. خواهر ناتنی شی جین پینگ از کسانی بود که محکوم به مرگ شد. اما احتمالاً با خودکشی اجباری از دنیا رفت. شی جین پینگ هم از مدرسه اخراج شد و در ۱۵ سالگی مانند بسیاری دیگر از روشنفکران جوان آن دوران برای کار به در روستایی دورافتاده و فقیر در شمال شرق چین برای لیانگ جیاهه برای مدت هفت سال مشغول کار سخت شد. اما بجای دشمنی با حزب تلاش کرد وارد آن شود.

## زندگی شخصی
شی جین پینگ در سال ۱۹۸۷ با پینگ لی‌یوان خواننده سرشناس موسیقی محلی چین ازدواج کرد. آن‌ها یک دختر به نام «شی مینگ‌زه» دارند و با توجه به نوع زندگی خود معمولاً جدا از یکدیگر زندگی می‌کنند. پینگ لی‌یوان برخلاف همسر دیگر رئیس‌جمهورهای چین، شرکت زیادی در برنامه‌های رسانه‌ای دارد. تنها چیزی که دربارهٔ شی مینگ‌زه مطرح شده، تحصیل او در دانشگاه هاروارد است. کسی چیزی دربارهٔ دیگر اعضای خانواده شی جین پینگ و معاملات تجاری آنها نمی‌داند.

## تحصیل
شی جین پینگ فارغ‌التحصیل مهندسی شیمی از دانشگاه چینهوا در پکن است. او از سال ۱۹۹۸ تا سال ۲۰۰۲ شروع به مطالعه تئوری مارکسیستی و آموزش و پرورش ایدئولوژیک در کار و شغل در دانشکده علوم انسانی و اجتماعی پرداخت و دوباره در دانشگاه چینهوا به مدرک دکتری حقوق دست پیدا کرد.
شی جین پینگ در سال ۱۹۸۵ مدتی را در شهر کوچک موسکاتین در آیووا برای مطالعه در مورد روش‌های پیشرفته پرورش خوک، با یک خانواده آمریکایی زندگی کرد.

## سیاست
شی جین پینگ چندبار تلاش کرد به عضو حزب درآید ولی به خاطر پدرش درخواستش رد شد. این درخواست بالاخره در سال ۱۹۷۴ پذیرفته شد و او در استان هوبئی کار خود را آغاز کرد. در سال ۱۹۸۹ او به ریاست حزب در شهر نینگده در استان فوجیان رسید. در هنگام اعتراضات میدان تیان‌آن‌من شی جین پینگ به سیاستمداران پکن پیوست تا به آنها در سرکوب تظاهرات کمک کند. سپس به مقام‌ بالاتری در استان چجیانگ ارتقاء یافت. 

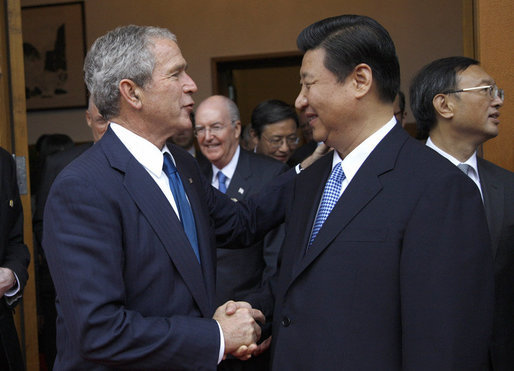
شی جین پینگ با جرج دابلیو بوش در سال ۲۰۰۸

شی جین پینگ در سال ۲۰۰۷ پس از آنکه چن لیانگ لو، دبیر قبلی حزب در شانگهای به علت فساد مالی از کار برکنار شد جای او را گرفت. مدت کوتاهی پس از آن به عضویت کمیته دائمی حزب درآمد و در سال ۲۰۰۸ معاون رئیس‌جمهور شد.
پس از تصویب متمم جدید قانون اساسی جمهوری خلق چین در سال ۲۰۱۸ محدودیت دو دوره متوالی برای تصدی مقام ریاست جمهوری برداشته شد. لذا هر کسی می‌تواند تا زمانی که در در انتخابات هر پنج سال، آرای لازم را به دست آورد این مقام را بر عهده داشته باشد. تفاوت این موضوع با ریاست جمهوری مادام‌العمر مهم است. محدودیت دو دوره‌ای تصدی مقام ریاست جمهوری در زمان دنگ شیائوپینگ و پس از مرگ مائو به قانون اساسی این کشور اضافه شد و دو رئیس‌جمهور پیش از شی این محدودیت را پذیرفته بودند.
شی جین پینگ بینش خود را «نوسازی عظیم ملت چین» می‌نامد.

## خودکامگی

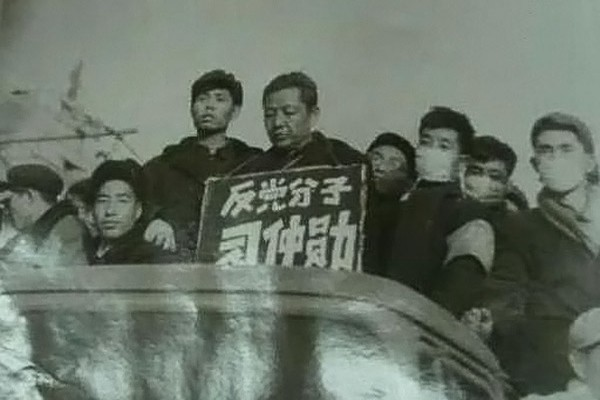
شی ژونگ‌شون پدر شی جین پینگ در دورهٔ انقلاب فرهنگی در یک «جلسهٔ مبارزه» با بنری به گردن که نوشته شده بود: «عنصر ضدحزب کمونیست، شی ژونگ‌شون». استفاده از روش‌های تحقیر و شکنجه زندانیان سیاسی و مخالفان در حزب کمونیست چین بسیار شایع بود. یکی از این روش‌ها، آویزان کردن تابلوهایی به گردن زندانیان بود که شامل نام و جرایم آن‌ها می‌شد. از این تابلوها به منظور تحقیر و شکست روانی زندانیان استفاده می‌شد.

از سال ۲۰۱۲ که شی جین پینگ قدرت را بدست گرفته، چین به شدت به خودکامگی رفته است. سرکوب هرچه بیشتر مخالفان، منتقدان، ثروتمندان، اقلیت‌ها، تصرف هنگ کنگ، دوره‌های بازآموزی، و کنترل شرکت‌های اصلی (مانند هواوی) نمونه خودکامگی‌های او هستند.

## آثار
- شی, جین پینگ (1999). نظریه و عمل کشاورزی مدرن. Fuzhou: Fujian Education Press.
- شی, جین پینگ (2001). A Tentative Study on China's Rural Marketization (PDF). Beijing: دانشگاه چینهوا (پایان‌نامه دکتری). Archived from the original (PDF) on 17 January 2013.
- شی, جین پینگ (2007). Zhijiang Xinyu. Hangzhou: Zhengjiang People's Publishing House. ISBN 9787213035081.
- شی, جین پینگ (2014). حکومتگری چین. Vol. I. Beijing: Foreign Languages Press. ISBN 9787119090573.
- شی, جین پینگ (2014). مجموعه سخنرانی‌های مهم دبیرکل شی جین پینگ. Vol. I. Beijing: People's Publishing House & Study Publishing House. ISBN 9787119090573.
- شی, جین پینگ (2016). مجموعه سخنرانی‌های مهم دبیرکل شی جین پینگ. Vol. II. Beijing: People's Publishing House & Study Publishing House. ISBN 9787514706284.
- شی, جین پینگ (2017). حکومتگری چین. Vol. II. Beijing: Foreign Languages Press. ISBN 9787119111643.
- شی, جین پینگ (2018). بیاناتی از رئیس شی جین پینگ. Some units of the PLA.
- شی, جین پینگ (2019). ابتکار کمربند و جاده. Beijing: Foreign Languages Press. ISBN 978-7119119960.
- شی, جین پینگ (2020). حکومتگری چین. Vol. III. Beijing: Foreign Languages Press. ISBN 9787119124117.
- شی, جین پینگ (2020). در خصوص پروپاگاندا و کار ایدئولوژیک حزب کمونیست. Beijing: انتشارات ادبیات مرکزی حزب. ISBN 9787507347791.
- شی, جین پینگ (2021). دربارهٔ تاریخ حزب کمونیست چین. Beijing: انتشارات ادبیات مرکزی حزب. ISBN 9787507348033.
- شی, جین پینگ (2022). حکومتگری چین. Vol. IV. Beijing: Foreign Languages Press. ISBN 9787119130941.